# Callibryastis
Callibryastis là một chi bướm đêm thuộc phân họ Tortricinae của họ Tortricidae.

## Các loài
- Callibryastis pachnota Meyrick, 1912